# Tapen (Pituruh)
Tapen is een bestuurslaag in het regentschap Purworejo van de provincie Midden-Java, Indonesië. Tapen telt 675 inwoners (volkstelling 2010).